# Huisorde van de Wendische Kroon
De Huisorde van de Wendische Kroon (Duits: Hausorden der Wendischen Krone) was een op 12 mei 1868 ingestelde gezamenlijke huisorde van de regerende groothertogen van Mecklenburg-Schwerin en Mecklenburg-Strelitz. De uitvoering van de kleinoden van de orde verschilde per groothertogdom enigszins. De orde werd in 1918, na het aftreden van de laatste regerende groothertog, in beide groothertogdommen afgeschaft.
De orde had dus twee "Ordensherren" of grootmeesters en twee ordekanselarijen. De groothertogen verleenden de orde soms gezamenlijk maar meestal werd men in een van beide groothertogdommen benoemd. De considerans bij de instelling van de orde was dat deze als "ehrenden Bezeugung Allerhöchster vorzugsweiser Anerkennung und Achtung und zur Auszeichnung besonderer Verdienste" zou dienen.
Aan de orde was een damesdecoratie met briljanten, de "Damendekoration in Brillanten" verbonden.
Deze kostbare onderscheiding met edelstenen in de kroon, kleine briljanten in de letters van het motto op de ring en een in diamanten uitgevoerde kroon van de Wenden in het medaillon werd vijftienmaal toegekend. De Nederlandse koninginnen Wilhelmina en Emma, de Duitse kroonprinses Cecilie, grootvorstin Maria Paulowna van Rusland en een aantal prinsessen en hertoginnen van Mecklenburg bezaten deze onderscheiding die aan een strik in de kleuren van de orde op de linkerschouder werd gedragen. Men kon als dame in de graad van Grootkruis of Grootcommandeur in de orde worden opgenomen. Koningin Wilhelmina werd ten tijde van haar huwelijk met de keten en de ster geportretteerd.

## De voorbereiding van de ordestichting
De indertijd net tot groothertogdommen geavanceerde hertogdommen bezaten tot ver in de 19e eeuw weinig of geen ridderorden. De hertogen en hun verwanten waren vaak in het bezit van Deense Pruisische en Russische onderscheidingen. Voor het binnenlands beleid was geen ridderorde nodig; de twee staatjes golden als de minst ontwikkelden van het Duitse Rijk. Er was nauwelijks sprake van een bloeiend cultureel, wetenschappelijk of economisch leven dat met onderscheidingen bevorderd kon worden.
De door de groothertogen verleende medailles zoals de Mecklenburg-Schweriner "Goldene Medaille den Wissenschaft und Künsten" uit 1815 die in goud aan een lint om de hals werd gedragen en in zilver op de borst mocht prijken voldeden.
De hoforden, de Orde Virtuti Constanti uit 1705, de Orde de la Fidelité et Constance uit 1745 en de Orde du Chêne et du Tombeau uit 1748 waren in de vergetelheid geraakt.
Tijdens de napoleontische oorlogen en met name de bevrijdingsoorlog van 1813 waren in Mecklenburg enige medailles gesticht zoals de "Kriegsdenkmünze 1808 - 1815" maar van een ordestelsel voor de dappere of jubilerende militairen was nog geen sprake. Pas in 1841 kwamen er een Mecklenburg-Schweriner Militair Kruis van Verdienste en een "Officiersdienstkruis voor XXV, XXX, XXV, XL, XLV, L, LV, LX en zelfs LXV dienstjaren. De onderofficieren en soldaten volgden in datzelfde jaar met een eigen dienstkruis.
Terwijl overal in Europa het aantal orden sterk steeg en de diplomatieke verplichtingen van de twee regeringen toenamen, kwamen de twee groothertogen in 1835 overeen een orde, de "Orden von Wendischen Hause" te stichten. De versierselen zouden de afbeelding van een gouden griffioen dragen. Van de orde met hemelsblauwe kruisen aan een donkerblauw lint kwam ondanks de uitgewerkte statuten en de ontwerptekeningen niets. Ook het voorziene motto "THUE RECHT UND SCHEUE NIEMAND" werd niet gebruikt bij latere orden of onderscheidingen.
De raadslieden van de groothertogen waren niet enthousiast en pas 29 jaar later werd een gemeenschappelijke ridderorde gesticht. Er waren meerdere precedenten voor gemeenschappelijk huisorden voorhanden. In 1858 stichtten de koning der Nederlanden en de hertog van Nassau, hoofden van de Walramse en Ottoonse linies van het Huis Nassau, de Orde van de Gouden Leeuw van Nassau. De drie hertogen van Saksen-Altenburg, Saksen-Coburg-Gotha en Saksen-Meiningen deelden sinds 1833 hun "Hertogelijk Saksisch Ernestinische Huisorde".

## De graden van de orde
- Grootkruis met de kroon in "Erz" en de keten van de orde

De keten van de orde werd als een bijzonder teken van groothertogelijke waardering toegekend.
- Grootkruis met de kroon in "Erz"

Een kroon van ijzer was meer in aanzien dan een gouden kroon. Deze grootkruisen droegen het kleinood van de orde aan een breed lint over de rechterschouder en de ster van de orde op de linkerborst.
- Grootkruis met de kroon in goud

Deze grootkruisen droegen het kleinood van de orde aan een breed lint over de rechterschouder en de ster van de orde op de linkerborst.
- Grootcommandeur

Deze grootcommandeurs droegen het kleinood van de orde aan een lint om de hals en de ruitvormige plaque van de orde op de linkerborst.
- Commandeur

De commandeurs droegen het kleinood van de orde aan een lint om de hals.
- Ridder

De ridders droegen het kleinood van de orde aan een lint op de linkerborst.

## De aan de orde verbonden onderscheidingen
Niet iedere onderdaan van de groothertog kwam in het door strenge klasseverschillen gekenmerkte Duitsland van de 19e eeuw in aanmerking voor een ridderorde. Voor een man die "met zijn handen werkte" was een dergelijke eer zelfs ondenkbaar, al werd voor zeer gerespecteerde kunstenaars wel een uitzondering gemaakt.

Om geen eenvoudige mensen in de Huisorde van de Wendische Kroon op te hoeven nemen werden in 1864 kruisen in goud en zilver ingesteld. Men is deze kruisen tot 1918 blijven toekennen. De twee kruisen, ze bestaan in een massief gouden, een verguld zilveren en een massief zilveren uitvoering, zijn net zo groot als de kruisen van de ridders en ze worden aan hetzelfde lint gedragen. Om het verschil tussen de dragers van het eenvoudige kruis en de Ridders in de Huisorde van de Wendische Kroon te laten zien werden de armen van de kruisen en het medaillon niet geëmailleerd.
- Kruis van Verdienste in Goud
- Kruis van Verdienste in Zilver

Deze verguld zilveren en zilveren kruisen verschillen van de kruisen van de orde omdat zij niet geëmailleerd zijn.
Het Militaire Kruis van Verdienste der IIe Klasse werd na 1870 door non-combattanten waaronder dames aan het lint van de Huisorde van de Wendische Kroon gedragen.
Deze laatste onderscheiding heeft met de ridderorde het lint gemeen maar het kruis vormt geen onderdeel van de Huisorde van de Wendische Kroon.

## De numerus clausus
De beide groothertogen waren overeengekomen dat zij de orde exclusief zouden houden. Dat was ook de achtergrond van de latere invoering van de Orde van de Griffioen als tweede ridderorde in de groothertogdommen.
Voor vreemdelingen werden geen beperkingen vastgelegd maar in Mecklenburg-Schwerin mochten 10 grootkruisen worden benoemd tegen drie grootkruisen in het veel kleinere Mecklenburg-Strelitz. Bij de grootcommandeurs waren de verhoudingen 25:3, bij de commandeurs 55:10 en bij de ridders was de verhouding 80:20. Voor de kruisen van Verdienste golden geen beperkingen.
Alleen personen met de titel "Excellentie" konden Grootkruis worden. De grootcommandeurs moesten Generaal-majoor zijn of een vergelijkbare status bezitten.
De bepaling dat de ridders een in Duitsland erkende confessie moesten aanhangen werd in het geval van de uiteraard islamitische Padishah Abdul-Aziz, de Sultan van Turkije, genegeerd.

## De Mecklenburg-Schweriner versierselen van de orde
De keten was van goud en bestond uit gouden schakels in de vorm van griffioenen, met smaragden bezette kronen en verstrengelde initialen van stichter Frederik Frans II. Het kleinood werd met een gouden ketting aan een van de kronen verbonden. Het motto op de ring van het medaillon is dat van het land en luidt "PER ASPERA AD ASTRA". De medaillons op de achterzijde van de kruisen vertonen wederom de initialen van Frederik Frans II maar nu zonder de "II".

## De Mecklenburg-Strelitzer versierselen van de orde
De keten was van goud en bestond uit gouden schakels in de vorm van griffioenen, met smaragden bezette kronen en verstrengelde initialen van stichter Frederik Willem. Het kleinood werd met een gouden ketting aan een van de kronen verbonden. Het motto op de ring van het medaillon is dat van het land en luidt "AVITO VIRET HONORE". De medaillons op de achterzijde van de kruisen vertonen de initialen van Frederik Willem.

## De versierselen van de orde
Het kleinood van de orde

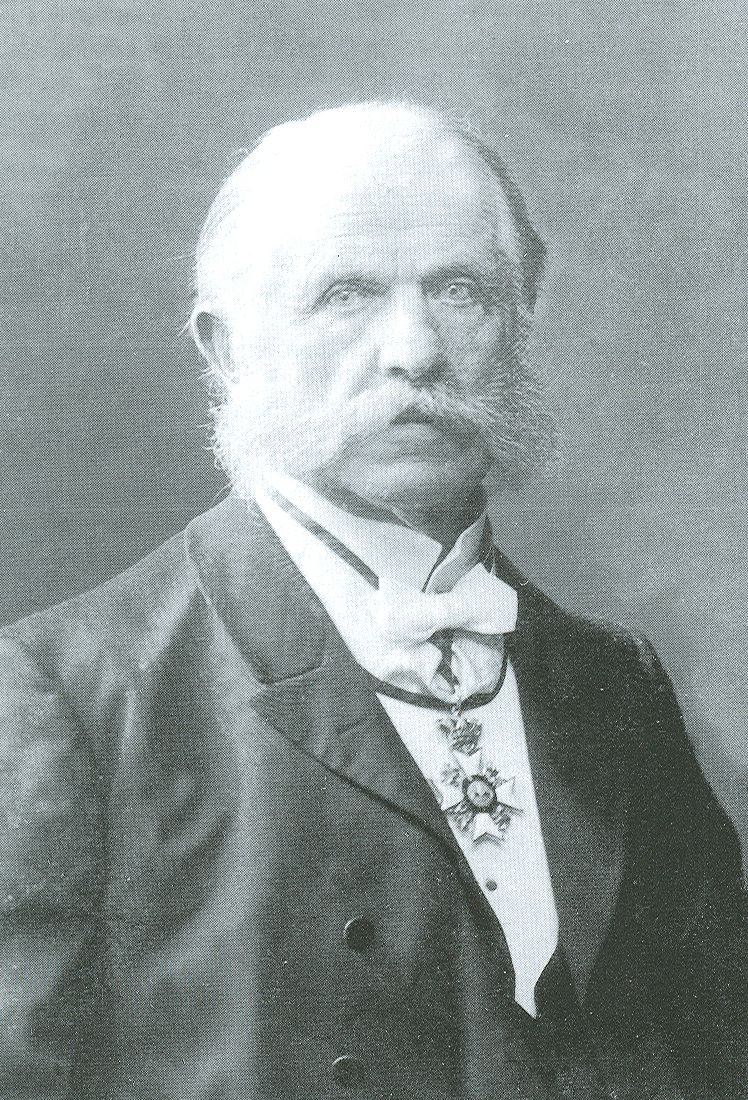
Herman Friedrich Theodor Götze als Commandeur.

Het kruis heeft, afgezien van de hierboven beschreven verschillen, in beide staten dezelfde vorm.
Het is een verguld zilveren kruis met acht punten. De armen zijn wit geëmailleerd.In de ruimte tussen de armen zijn vier gouden griffioenen aangebracht en de verhoging is een niet scharnierende gouden beugelkroon. Het medaillon is blauw en daarop is een gouden of ijzeren kroon geschilderd. De rode ring draagt een gouden tekst.
Sinds februari 1916 werden de kruisen van de lagere graden ook "met de zwaarden" uitgereikt. De kruisen met de kroon van "Erz" waren een uitzondering. Zij werden al sinds de stichting ook met zwaarden toegekend.
De ster en de plaque
De acht- en vierpuntige sterren hebben zilveren stralen en een blauw centraal medaillon. Daarop is een gouden of ijzeren kroon geschilderd. De rode ring draagt een gouden tekst.
Het lint
Het lint is lichtblauw met een geel-rode bies. Het Kruis van Verdienste werd aan een rood lint met een geel-blauwe bies gedragen.

## Dragers van de orde

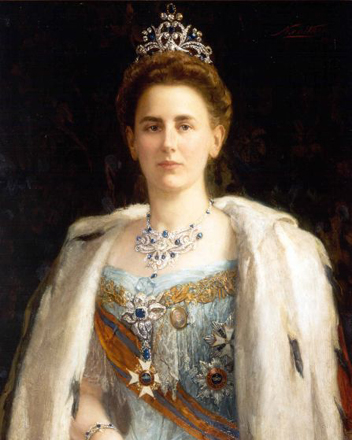
Wilhelmina der Nederlanden met de keten en de ster van de Orde van de Wendische Kroon.

Op de Duitse Wikipedia staan tientallen grootkruisen en grootcommandeurs opgesomd. In Nederland zijn onder andere koningin Wilhelmina, koningin Emma en prins Hendrik der Nederlanden benoemd.
Prins Hendrik der Nederlanden was een geboren hertog van Mecklenburg en was al sinds zijn 18e verjaardag drager van het grootkruis en de keten. Zijn huwelijk met de Nederlandse koningin Wilhelmina bracht met zich mee dat tal van Nederlandse hovelingen en staatslieden in de Mecklenburgse orden werden opgenomen.
Johan Willem Meinard Schorer, vicevoorzitter van de Raad van State, werd op 5 februari 1901 tot grootkruis benoemd voor zijn bemoeienis met het opgestelde huwelijksverdrag.
De keten van koningin Wilhelmina werd in 2005 in het Museum van de Kanselarij van de Nederlandse Ridderorden op Paleis het Loo in Apeldoorn tentoongesteld. De cassette waarin de keten van Prins Hendrik had moeten zitten was leeg in het huisarchief aangetroffen.

## Voetnoten
1. ↑  George A. Seymour, "Die Damendekoration des Hausordens der Wendischen Krone", in BDOS (Hrsg.): Orden und Ehrenzeichen, Jahrbuch 1999, S. 12 f.
2. ↑  Maximilian Gritzner noemt deze graden en draagwijze.
3. ↑  Mecklenburgs Großherzöge" en "Mecklenburgs Herzöge" door Erika en Jürgen Borchert respectievelijk Jürgen Borchert, Schwerin 1991 en 1992.
4. ↑  Jörg Nimmergut, Deutschlandkatalog, nummer 1316
5. ↑  De tekeningen en statuten zijn in de archieven in Mecklenburg bewaard gebleven en in 2000 gepubliceerd.
6. ↑  Als voorbeeld geeft Peter Ohm-Hieronymussen een bewaard gebleven en zeer afwijzend ingewonnen advies van een zekere heer Schildern in Berlijn
7. ↑  De Duitse Wikipedia noemt alleen deze rangen. De volledige lijst van Strelitzer benoemingen werd in 2000 door Peter Ohm gepubliceerd. Er komen geen Nederlanders op voor.
8. ↑  In de catalogus bij de tentoonstelling "Voor Ons en Ons Huis", 2005, staat een met diamanten versierd Mecklenburg-Schwerins kruis aan een damesstrik afgebeeld. Het wordt als dat van koningin Wilhelmina gepresenteerd maar deze staat alleen met de keten en de ster afgebeeld. Misschien was het het kruis van koningin Emma.
9. ↑  Dagboek van Jhr. Mr. J.M.W. Schorer, 5 februari 1901.
10. ↑  Tentoonstelling "Voor ons en ons huis" op Het Loo, 2005